# Estuario del Solway
L'estuario del Solway (in inglese: Solway Firth) forma una parte del confine tra Inghilterra e Scozia, tra Cumbria e Dumfries e Galloway.
La linea di costa è caratterizzata da basse colline. Si tratta di un'area principalmente rurale, con piccoli villaggi e insediamenti per la maggior parte.
L'estuario può essere pericoloso a causa dei frequenti cambiamenti dei banchi di sabbia sul fondale.

## Etimologia
Il nome "Solway" (attestato come "Sulewad" nel 1218) è di origine scandinava.
La prima parte ("sol") potrebbe derivare dal norreno súl (it.: pilastro), forse in riferimento alla Lochmaben Stane. Oppure da súla (it.: sula bassana), un uccello. Entrambe queste parole hanno una vocale lunga, ma le prime attestazioni scritte riportano una vocale corta. In questo caso l'origine sarebbe *sulr, una parola non attestata e imparentata con l'inglese antico "sol" (it.: "fangoso, acquitrino"); oppure da "sulla" (it.: "traboccare").
Il secondo elemento "way" deriva dal norreno "vað" (it.: "guado").

## Descrizione
L'estuario va dal capo di San Bees, appena a sud di Whitehaven, in Cumbria, al Mull di Galloway, nell'estrema parte occidentale del Dumfries e Galloway. L'estuario comprende parte del Mare d'Irlanda.
La costa è caratterizzata da basse colline e piccole montagne ed è riconosciuta come una delle coste più scenografiche della Gran Bretagna. È un'area principalmente rurale, anche se il turismo è in crescita.
Quest'area comprende oltre 750 km² di siti di speciale interesse scientifico come il National Nature Reserve di Caerlaverock.
Uno dei suoi immissari è il fiume Esk.